# أوليفيا زيمور
أوليفيا زيمور (بالفرنسية: Olivia Zémor) صحفية وناشطة حقوقية فرنسية مساندة للقضية الفلسطينية بفرنسا، أسست حركة «التنسيقية من أجل سلام عادل في الشرق الأوسط» في فبراير 2002 والتي تحولت فيما بعد إلى حركة «أوروبا- فلسطين» التي خاضت الانتخابات الأوربية سنة 2004 والتي تتزعمها. فتحت مكتبة وقاعة للمحاضرات أسمتها «مكتبة المقاومة» لتستضيف فيها كل المناصرين لحقوق الشعب الفلسطيني. قبل تفرغها للعمل الإنساني كانت تشتغل كصحفية في وكالة الأنباء الفرنسية.
من أصول يهودية، قدم جداها من مدينة أزمير التركية في أواخر القرن التاسع عشر واستقروا بالعاصمة الفرنسية باريس، تعرض جداها إلى الاعتقال من قبل النازيين إبان الحرب العالمية الثانية وتم نقلهم إلى معتقل «درونسي» كما مات العديد من أقربائها في معتقلات النازية.

## وصلات خارجية
- أوروبا- فلسطين التنسيقية من أجل سلام عادل في الشرق الأوسط.